# Alexandr Ivanovič Michajlov
Alexandr Ivanovič Michajlov také A. I. Michajlov (rusky Александр Иванович Михайлов; 6. prosince 1905 Ruské impérium – 6. února 1988 Moskva) byl ruský inženýr a informační vědec. Je jedním z vlivných myslitelů, kteří se v Sovětském svazu a ve východním bloku zabývali informační vědou.

## Život
V roce 1931 absolvoval strojní inženýrství na Mendělejově institutu a ve 30. a 40. letech byl úspěšný v oblasti letadlové a letecké techniky. Na začátku 50. let se podílel na vzniku a vývoji Všeruského institutu vědeckých a technických informací (VINITI), institutu zaměřeném na studium a postupy vědeckých informací v Rusku. Institut byl otevřen v roce 1952 a od října 1956 se stal jeho ředitelem, jímž zůstal až do své smrti.
Od 60. do 80. let byl činný v International Federation for Information and Documentation, dvakrát se stal jeho zastupujícím ředitelem (od 1969 do 1976 a od 1981 do 1988), koordinoval Study Committee Research on Theoretical Basis of Information (FID/RI) a v roce 1975 a 1988 se stal šéfredaktorem časopisu International Forum for Information and Documentation. V 60. letech rozvinul společně s ostatními autory koncept Informatics (rusky Informatika), spojující studium, organizaci a šíření vědeckých informací. Jeho hlavní práce v této oblasti byly Osnovy naučnoj informaciji (1965), Osnovy informatiki (1968) a Naučnyje kommunikacii i informatika (1976), všechny psané společně s Arkadijem Černym a Rudžerem Giljarevskym.